# SiTV七彩戏剧频道
七彩戏剧频道，为上海东方传媒集团有限公司旗下上海文广互动电视有限公司所设的一个已停播的付费电视频道。内容以江浙沪一带的戏曲、曲艺节目为主（如沪剧、苏州评弹）。此频道在上海为免费播放。

## 主要节目
- 《海上大剧院》
- 《电视书苑》
- 《名家名段》
- 《魅力海上花》
- 《戏剧长廊》
- 《绝版赏析》

## 播放情况
在上海境内东方有线，晚上20:00-20:30为各区有线电视节目（仅无自办频道的市辖区电视台，均为中心城区）的插播时段。另自2022年起，当五星体育频道有其它安排时，七彩戏剧频道也开始参与中超赛事直播。
由于地域及语言差异，该频道在中国国内绝大多数地区鲜有人问津。一些地方的所谓“七彩戏剧频道”会被本地地方戏覆盖，如福建漳州有线电视的“七彩戏剧频道”全天大部分时段被芗剧节目循环覆盖，只有半夜时段才会播放原版节目。
2014年7月3号，上海广播电视台宣布，旗下艺术人文频道、七彩戏剧频道、经典947频率、戏剧曲艺频率组建“公益媒体群”，将转型为不以广告创收、收视率为考核目标的公益频道。
2019冠状病毒病疫情期间，七彩戏剧频道推出特别版面和特别节目。
2022年8月30日起，七彩戏剧频道升级为高清播出并关闭标清信号，同时停止在上海市外播出，使得此频道实质为仅在上海播放的免费电视频道。
2023年9月起，上海广播电视台都市频道、东方影视频道、七彩戏剧频道的内容制作以及商业运营归属上海广播电视台旗下上海都市乐聆文化传播有限公司。
2024年10月9日，七彩戏剧频道推出电视应用，为观众提供SMG自1980年代以来的戏曲节目资源，标志着频道向新媒体平台转型。
2025年1月1日，频道停播。